# John Moon Hee-jong
John Moon Hee-jong (ur. 26 sierpnia 1966 w Gyeonggi-do) –  koreański duchowny rzymskokatolicki, od 2015 biskup pomocniczy Suwon.

## Życiorys
Święcenia prezbiteratu przyjął 21 stycznia 1994 i został inkardynowany do diecezji Suwon. Przez kilka lat pracował duszpastersko, zaś w latach 1999–2001 był ojcem duchownym miejscowego uniwersytetu katolickiego. W latach 2001–2006 studiował liturgikę w Rzymie, a w kolejnych latach kierował kurialnym wydziałem ds. ewangelizacji.
23 lipca 2015 został mianowany biskupem pomocniczym Suwon oraz biskupem tytularnym Mutii. Sakry biskupiej udzielił mu 10 września 2015 bp Mathias Ri Iong-hoon.